# 稲葉 (長野市)
稲葉（いなば）は、長野県長野市の市街地東南郊外の地区（大字）。郵便番号は、行政区の指定がない場合380-0911。
全域が長野市役所芹田支所の管内である。

## 概要
地区の中央を国道18号が南北に縦走し、北部を長野県道34号長野菅平線、南部を長野県道372号三才大豆島中御所線（日赤通り）・東通りが東西に横断する。周囲は以下の大字・町丁と接する。
古くは農村であったが、長野市街地までバス・車で15分前後という立地のため、周辺地区同様に戦後急速に宅地化が進んだ。現在では外縁部を除きほとんどが住宅地となっている。

### 沿革
大字稲葉の範囲は、概ね1875年（明治8年）時点の水内郡稲葉村の範囲に相当する。
旧稲葉村〜芹田村の歴史
- 江戸時代 - 前身の千田村は一部が浜田藩領を経て幕府領、大半が松代藩領。南俣村は松代藩領であった
- 1873年（明治6年）6月10日 - 千田村（現 大字稲葉中千田）の専福寺に、励精学校（長野市立芹田小学校の前身）が開校
- 1875年（明治8年）11月 - 水内郡南俣村・千田村が合併し、稲葉村となる
- 1879年（明治12年）1月4日 - 郡区町村編制法施行。稲葉村は上水内郡に属する
- 1889年（明治22年）4月1日 - 市町村制施行。上水内郡稲葉村、同郡中御所村・若里村・栗田村・川合新田村と合併し、芹田村となる
- 1923年（大正12年）7月1日 - 上水内郡芹田村、同郡吉田町・三輪村・古牧村とともに長野市に編入。旧稲葉村域は大字稲葉となる

長野市稲葉の歴史
- 1939年（昭和14年） - 大字稲葉川合新田と大字川合新田の境に、長野市営愛国長野飛行場が開場。のち、大日本帝国陸軍により拡張。1990年（平成2年）に閉鎖
- 1945年（昭和20年）8月13日 - 長野空襲。地区内では、長野飛行場が被害を受けた
- 1958年（昭和33年）4月7日 - 大字稲葉上千田に、長野文化高等学校（文化学園長野高等学校の前身）が開校
- 1966年（昭和41年）9月 - 国道18号長野バイパスが開通。地区内を縦断する
- 1991年（平成3年）4月1日 - 大字稲葉川合新田と大字川合新田の境の長野飛行場跡地に、長野市立犀陵中学校が新設開校
- 1992年（平成4年） - 大字稲葉上千田の文化女子大学附属長野高等学校（現 文化学園長野高等学校）内に、文化女子大学長野専門学校（現 文化学園長野専門学校）が千歳町から移転
- 1998年（平成10年）5月11日 - 長野オリンピックに際し、NHK長野放送局が箱清水から大字稲葉上千田に移転
- 1999年（平成11年）10月12日 - 住居表示施行。大字若里・大字中御所・大字川合新田・大字稲葉の各一部と大字荒木の全域が、若里一・二・三・四・五丁目となる
- 2010年（平成22年）6月1日〜11月30日 - 長野市地域公共交通総合連携計画に基づき、地区内で長野市乗合タクシー 朝陽・大豆島線（市民病院循環）の実証運行が行われる

### 行政区
地区内の行政区・郵便番号・人口及び世帯数（令和5年3月1日現在）は以下の通り。
| 行政区名                   | 郵便番号 | 人口・世帯数       |
| -------------------------- | -------- | ------------------ |
| 南俣（みなみまた）         | 380-0917 | 1,128世帯 2,195人  |
| 母袋（もたい）             | 380-0914 | 593世帯 1,264人    |
| 中千田（なかせんだ）       | 380-0916 | 451世帯 928人      |
| 上千田（かみせんだ）       | 380-0915 | 490世帯 952人      |
| 日詰（ひづめ）             | 380-0912 | 1,434世帯3,149人   |
| 川合新田（かわいしんでん） | 380-0913 | 大字川合新田に含む |

## 交通
地区南部（母袋・中千田・上千田・日詰南部）では、長野県道372号三才大豆島中御所線・東通りを走るアルピコ交通（川中島バス）・長野市循環型乗合タクシーの以下の路線系統が利用できる。
- アルピコ交通（川中島バス）
  - 11・21 宇木 - 長野駅 - 大塚南 / 松岡
  - 48 長野駅 - 金井山 - 松代
  - 85 長野駅東口 - 松岡
  - 102 道島 / 運転免許センター入口 → 長野バスターミナル → 県庁前 → 市役所前 → 文化学園前
- 長野市循環型乗合タクシー
  - W 若里更北線

地区北部（南俣・日詰北部）では、長野県道34号長野菅平線を走るアルピコ交通（川中島バス）・長電バスの以下の路線系統が利用できる。
- アルピコ交通（川中島バス）・長電バス共同運行
  - 46 長野駅 - 大豆島東団地 - 川田駅 - 保科温泉
  - 104 大豆島東団地 → 市役所前 → 県庁前 → 長野バスターミナル

## 施設

### 南俣
- 長野県南俣庁舎
- 長野貯金事務センター別館
- スズキアリーナ信州長野中央
- 長野トヨタ・トヨタカローラ長野 長野店
- フォルクスワーゲン長野
- MINI長野
- モーターサイクルジャパン
- ラ・ムー長野店
- 南俣神社 - 昔から南俣の産土神で、水難よけの守神としてあがめ敬われてきた[2]。

### 母袋
- デリシア 稲葉店
- コメリ 母袋店
- 芹田中神社 - 昔は久我社といった。1978年（明治11年）に現社号に改称。境内摂社として伊勢社・金毘羅社を祀る[3]。

### 中千田
- 文化学園長野専門学校 中千田キャンパス
- ホテルルートイン長野
  - ホテルルートイン第一長野
  - ホテルルートイン第二長野
  - ホテルルートイン長野別館
- 牛角 稲葉バイパス店
- 国土交通省関東地方整備局長野国道事務所 長野出張所
- 長野銀行 芹田支店
- 株式会社セリタ本社
- 普照山観音寺
- 浄願寺
- 専福寺 (長野市)
- 養林寺
- 瑠璃光寺 (長野市)
- 千田城跡 - 10代400年にわたる千田氏の居城であった。現在は国道18号が横切り、周囲も宅地化して城の面影をとどめるものはない[4]。

### 上千田

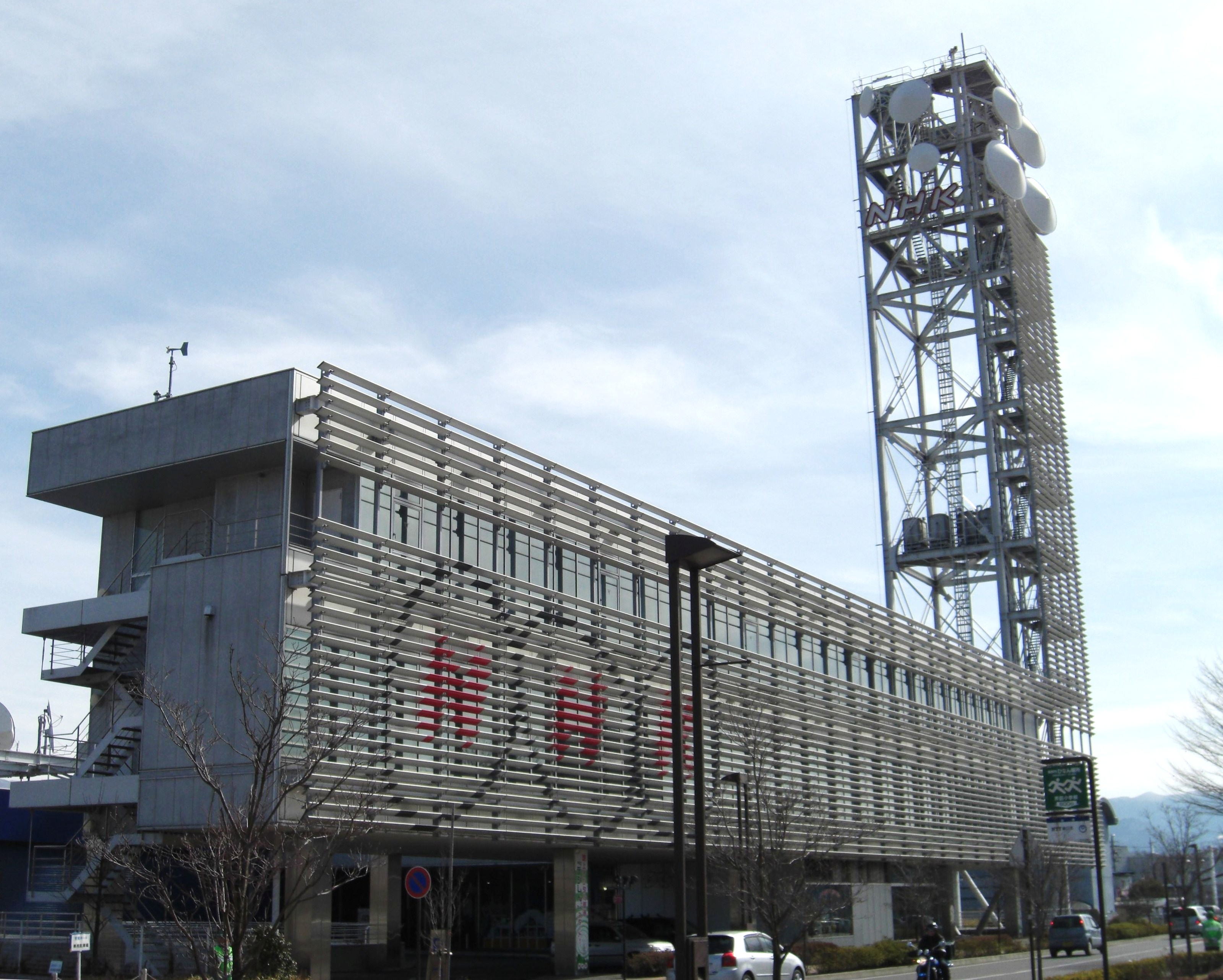
NHK長野放送局

- NHK長野放送局
- 八十二銀行 長野南支店
- 長野信用金庫 南支店
- 文化学園長野中学校・高等学校
- 文化学園長野専門学校 上千田キャンパス
- ユニクロ 長野稲葉店

### 日詰
- 西友 日詰店
- 酒のスーパータカぎ（高木酒店） 本社・長野店
- サニーヘルス 長野本社
- アメリカンドラッグ 稲葉店・長野日詰店
- ファッションセンターしまむら 稲葉店
- レンゴー 長野工場
- 創価学会 長野文化会館
- 日詰簡易郵便局
- 車屋Hizume
- 芹田下神社 - 昔から諏訪社といってきたが、1978年（明治11年）現社号に改めた[3]。